# Yair Censor
Yair Censor (Rishon LeZion, 29 de novembro de 1943) é um matemático israelense.